# Lucjusz Korneliusz Sulla Feliks
Lucjusz Korneliusz Sulla Feliks (Lucius Cornelius Sulla Felix) (ur. ok. 2 p.n.e. – zm. po 41 n.e.) – syn Korneliusza Sulli Feliksa, kapłana kolegium Arwalskiego w 21 r. n.e. i Sextii; potomek dyktatora Sulli i Pompejusza Wielkiego. Po tym jak Cezar rozprawił się z resztkami pompejańczyków w  Afryce pod wodzą Katona i Scypiona w jednej z potyczek zostali wzięci do niewoli dziadek Lucjusza  Faustus razem z żoną Pompeją i dziećmi. Po kilku dniach w czasie zaburzeń w wojsku Faustus został zabity, natomiast Pompei oraz jej i Faustusa dzieciom Cezar zapewnił nietykalność osobistą, a także zwrot mienia . W 21 roku został oskarżony w senacie przez byłego pretora Gnejusza Domicjusza Korbulona o brak szacunku, gdyż na igrzyskach gladiatorów miejsca mu nie ustąpił. W obronie Lucjusza Sulli występowali jego krewni Mamerkus Emiliusz Skaurus i Lucjusz Arruncjusz. Konflikt zakończyło przemówienie konsula Druzusa i Mamerkus, ojczym Sulli dał zadośćuczynienie Korbulonowi . W 29 r. Sulla pełnił funkcję pretora do spraw zagranicznych (praetor peregrinus), w 33 r. – konsula   razem z przyszłym cesarzem Galbą;. 